# Havre Henri Freycinet
Appelé Freycinet Estuary en anglais, le Havre Henri Freycinet est une baie australienne située à l'intérieur du golfe de l'océan Indien que l'on appelle baie Shark. Formée par deux vastes péninsules plus ou moins parallèles pointant vers le nord-nord-est, la péninsule Carrarang et la presqu'île Péron, elle a été nommée par le Français Louis Claude de Saulces de Freycinet en l'honneur de son frère Louis-Henri de Freycinet durant l'expédition vers les Terres Australes conduite par Nicolas Baudin au début du XIXe siècle.

## Notes et références

Carte de la baie Shark : le havre Henri-Freycinet est au sud-ouest.